# Famille de Montesson
 (mai 2023).
La famille de Montesson est une famille subsistante de la noblesse française, originaire de Bais en Mayenne.

## Personnalités
- Guillaume de Montesson, abbé de l'Étoile et de Saint-Jean d'Amiens en 1498-99, probablement fils de Raoulet de Montesson.
  - Jean, doyen d'Évron en 1516.
  - François, prieur de Saint-Sulpice-des-Chèvres en 1549.
  - Charles et René, prieurs de Champgenéteux en 1632.
- Jean-Baptiste de Montesson, gouverneur d'Épinay et commandant le régiment de Provence, créé maréchal de camp le 9 mai 1642. Alors qu'il commandait en qualité de mestre de camp, le régiment de Vendôme pour le duc de Vendôme, il est tué d'une balle dans la tête au siège de Bourg-sur-Mer le 30 juin 1653[1].
- Charles de Montesson (1608-1672), lieutenant général des armées.
- Jean-Baptiste de Montesson (1646-1731), lieutenant  général des armées
- Charles de Montesson (mort en 1758), lieutenant  général des armées
- Jean-Baptiste de Montesson (1687-1769), mari de Charlotte Jeanne Béraud de La Haye de Riou, maîtresse en titre de Louis Philippe d'Orléans.
- Charlotte-Jeanne Béraud de La Haye de Riou dite Madame de Montesson (1738-1806), maîtresse en titre de Louis Philippe d'Orléans.
- Jean-Louis de Montesson (1746-1802), député aux États généraux puis à l'Assemblée nationale constituante.

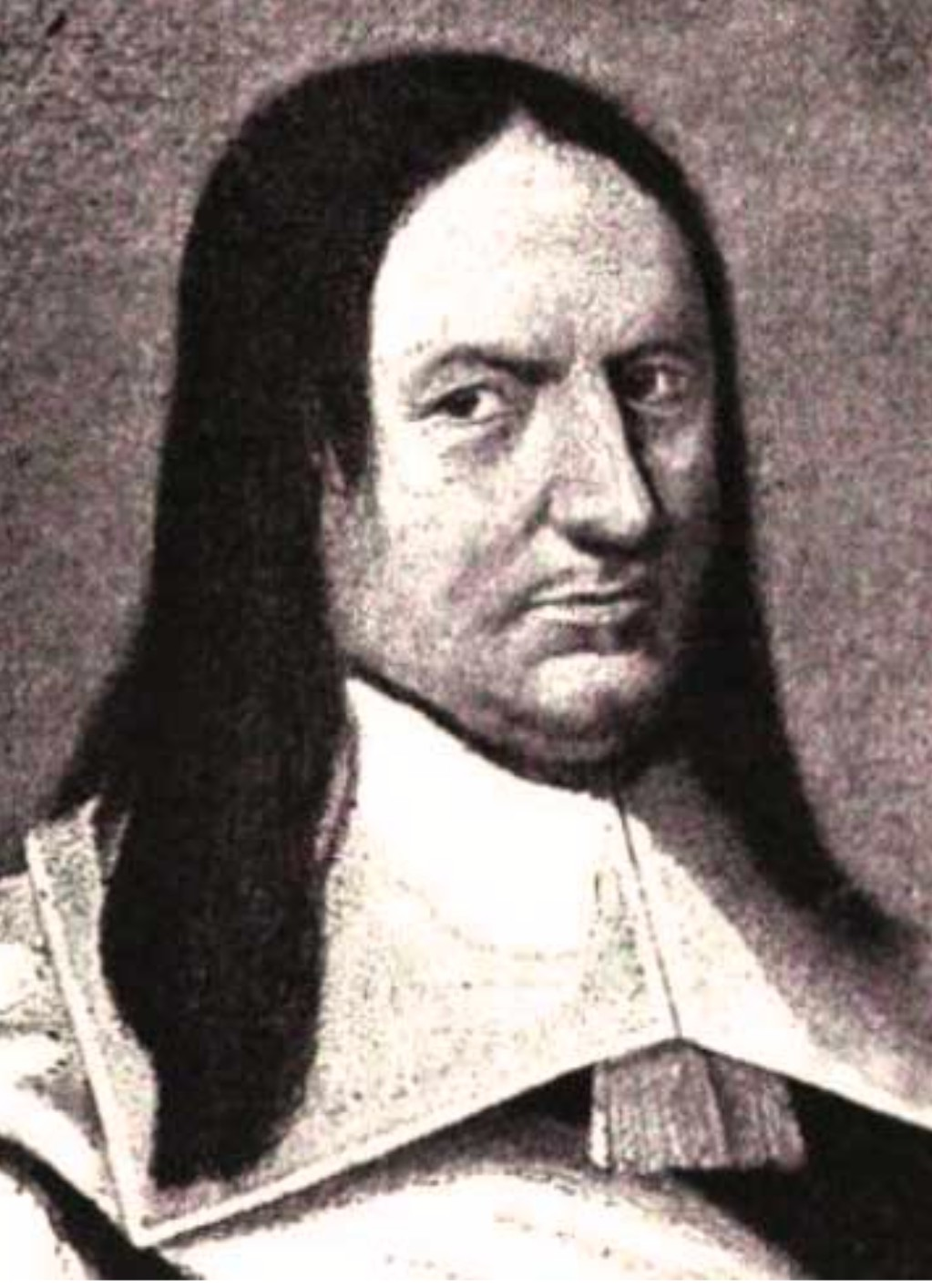
Jacques de Montesson (1558-1620)
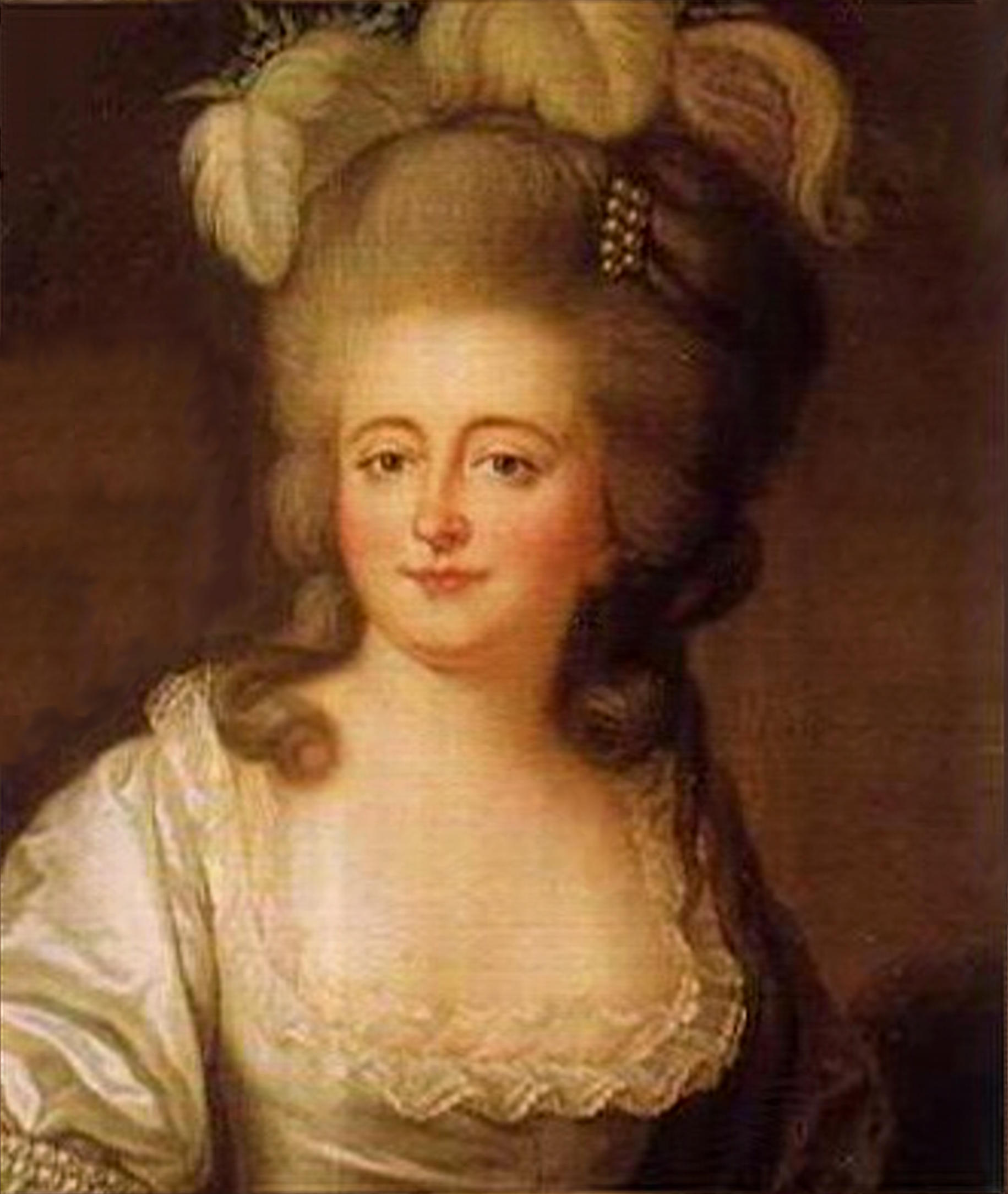
Madame de Montesson par Élisabeth Vigée-Lebrun, vers 1779.

## Armes
- Armes : D'argent à 3 quintefeuilles d'azur.[2].